# Kartslalom
Kartslalom ist die Breitensportvariante des Kartsports. Hierbei wird mit Karts mit Viertaktmotoren auf Parkplätzen oder ähnlichen befestigten Plätzen auf einem mit Pylonen abgesteckten Kurs gegen die Zeit gefahren. Dabei ist immer nur ein Fahrer auf der Strecke.
Kartslalom wird hauptsächlich von Kindern und Jugendlichen von 6 bis 18 Jahren ausgeübt. Der ursprüngliche Jugendkartslalom wurde in den 1980er Jahren erfunden. Es gibt jedoch mittlerweile auch Sparten, bei denen die Altersgrenzen nach oben offen sind.

## Klasseneinteilung
Beim Kartslalom wird in der Regel klassenweise gestartet. Diese Klassen sind nach Altersstufen, bei der Sparte Clubsport-Kartslalom/Kart 2000 dazu noch nach Hubraum der Karts, eingeteilt.
Die Einteilung beim Jugendkartslalom sieht wie folgt aus:
| Klasse | Alter              |                                                                          |
| ------ | ------------------ | ------------------------------------------------------------------------ |
| K0     | 6 Jahre            | (Berlin-Brandenburg, Nordbaden, Bayern, Niedersachsen, Hessen/Thüringen) |
| K1     | 7–9 Jahre          | Alle Bundesländer                                                        |
| K2     | 10–11 Jahre        | Alle Bundesländer                                                        |
| K3     | 12–13 Jahre        | Alle Bundesländer                                                        |
| K4     | 14–15 Jahre        | Alle Bundesländer                                                        |
| K5     | 16–18 Jahre        | Alle Bundesländer                                                        |
| K6     | älter als 18 Jahre | (Hessen/Thüringen)                                                       |

## Meisterschaften
Die Meisterschaften finden auf regionaler und überregionaler Ebene statt. Die bekannteste Meisterschaft ist die Deutsche Meisterschaft der dmsj. Darüber hinaus bieten auch fast alle Trägervereine des DMSB eigene Meisterschaften. Der ADAC hat mit dem ADAC-Bundesendlauf eine recht ähnliche Meisterschaft im Programm. Hier qualifizieren sich die Teilnehmer ähnlich wie bei der Deutschen Meisterschaft der dmsj in regionalen Vorentscheiden für die Teilnahme. Auch der DMV hat eine eigene Meisterschaft. Anders als bei dmsj und ADAC fährt man allerdings eine Proberunde und 3 Wertungsrunden, wovon die schlechteste gestrichen wird. Damit wird mehr Spannung erzeugt und es geht insgesamt fairer zu, da z. B. das Wetter nicht mehr ganz so großen Einfluss hat.
| Jahr | Klasse 1                                                     | Klasse 2                                                       | Klasse 3                                                             | Klasse 4                                                               | Klasse 5                                                    | Mannschaft                                          |
| ---- | ------------------------------------------------------------ | -------------------------------------------------------------- | -------------------------------------------------------------------- | ---------------------------------------------------------------------- | ----------------------------------------------------------- | --------------------------------------------------- |
| 2006 | Luis-Enrique Breuer (LMFV Berlin)                            | Marco Läsch (ADAC)                                             | Maurice Schiwy (ADAC)                                                | Tobias Neumann (LMFV Rheinland-Pfalz)                                  | Markus Richter (ADAC)                                       | ADAC                                                |
| 2007 | Eric Hoffmann (Bayerischer Motorsport-Verband)               | Marco Läsch (Motorsportverband Rheinland-Pfalz)                | Jannick Anglade (Fachverband für Motorsport im LSVS)                 | Sven Seidel (Bayerischer Motorsport-Verband)                           | Sebastian Matthies (Thüringer Motorsport Bund)              | Bayerischer Motorsport-Verband                      |
| 2008 | Marvin Denk (Motorsportverband Rheinland-Pfalz)              | Tobias Lehmann (Bayerischer Motorsport-Verband)                | René Krebs (Bayerischer Motorsport-Verband)                          | Nikolas Neufeld (Motorsportverband Nordrhein-Westfalen)                | Julia Trampert (Fachverband für Motorsport im LSVS)         | Fachverband für Motorsport im LSVS                  |
| 2009 | Tim Schmidt (Motorsportverband Baden-Württemberg)            | Maurice Sinzinger (Bayerischer Motorsport-Verband)             | Marco Läsch (Motorsportverband Rheinland-Pfalz)                      | Julian Kleinwort (Schleswig-Holsteinischer Fachverband für Motorsport) | Julia Trampert (Motorsport Union Saar)                      | Motorsport Union Saar                               |
| 2010 | Jannik Breidt (Motorsport Union Saar)                        | Silas Hofmann (Motorsportverband Rheinland-Pfalz)              | Tobias Dauenhauer (Motorsportverband Baden-Württemberg)              | Manuel Schaller (Motorsportverband Nordrhein-Westfalen)                | Julien Hahn (Motorsportverband Nordrhein-Westfalen)         | Motorsportverband Baden-Württemberg                 |
| 2011 | Jonas Wagner (Thüringer Mortorsportbund)                     | Tim Schmidt (Motorsportverband Baden-Württemberg)              | Florian Ahner (Niedersächsischer Fachverband Motorsport)             | Lukas Leib (Motorsportverband Baden-Württemberg)                       | Alexander Abinger (Bayerischer Motorsport-Verband)          | Motorsportverband Baden-Württemberg                 |
| 2012 | Paul Speck (Motorsportverband Baden-Württemberg)             | Devin Hoffmann (Motorsportverband Rheinland-Pfalz)             | Tim Schmidt (Motorsportverband Baden-Württemberg)                    | Marcel Koessler (Motorsportverband Baden-Württemberg)                  | Jannick Anglade (Motorsport Union Saar)                     | Schleswig-Holsteinischer Fachverband für Motorsport |
| 2013 | Paul Speck (Motorsportverband Baden-Württemberg)             | Alexander Lazar (Motorsportverband Baden-Württemberg)          | Justin Schmiel (Schleswig-Holsteinischer Fachverband für Motorsport) | Kristin Trampert (Motorsport Union Saar)                               | Rene Bethke (Motorsportverband Rheinland-Pfalz)             | Motorsport Union Saar                               |
| 2014 | Aren D’Almeida (Motorsportverband Baden-Württemberg)         | Benedikt Brehm (Bayerischer Motorsport-Verband)                | Steven Lang (Motorsportverband Baden-Württemberg)                    | Tim Schmidt (Motorsportverband Baden-Württemberg)                      | Joshua Paul Schweizer (Motorsportverband Baden-Württemberg) | Motorsportverband Baden-Württemberg                 |
| 2015 | Antony Collin Hartz (Motorsport Union Saar)                  | Collin Lindner (Motorsportverband Baden-Württemberg)           | Luca Kita (Motorsportverband Nordrhein-Westfalen)                    | Christian Bachmann (Bayerischer Motorsport-Verband)                    | Philipp Lehmann (Bayerischer Motorsport-Verband)            | Bayerischer Motorsport-Verband                      |
| 2016 | Max Reis (Motorsport Union Saar)                             | Lars Oskar Raab (Motorsportverband Baden-Württemberg)          | Alec Bergner (Bayerischer Motorsport-Verband)                        | Ramon Türk (Bayerischer Motorsport-Verband)                            | Joshua Paul Schweizer (Motorsportverband Baden-Württemberg) | Hessischer Fachverband für Motorsport               |
| 2017 | Finn Kruse (Motorsportverband Nordrhein-Westfalen)           | Caitlyn Pakendorf (Landesmotorsportfachverband Sachsen-Anhalt) | Korbinian Schmieder (Bayerischer Motorsport-Verband)                 | Alexander Hierl (Bayerischer Motorsport-Verband)                       | Christian Bachmann (Bayerischer Motorsport-Verband)         | Bayerischer Motorsport-Verband                      |
| 2018 | Hannes Ueberfeldt (Niedersächsischer Fachverband Motorsport) | David Karl (Bayerischer Motorsport-Verband)                    | Maximilian Fußner (Motorsportverband Nordrhein-Westfalen)            | Florian Vietze (Bayerischer Motorsport-Verband)                        | Kevin Konnerth (Motorsportverband Baden-Württemberg)        | Bayerischer Motorsport-Verband                      |
| 2019 | Silas Margardt (Motorsport Union Saar)                       | Leni Reithmeier (Bayerischer Motorsport-Verband)               | David Karl (Bayerischer Motorsport-Verband)                          | Florian Vietze (Bayerischer Motorsport-Verband)                        | Ramon Türk (Bayerischer Motorsport-Verband)                 | Bayerischer Motorsport-Verband                      |

## Durchführung und Wertung
Ein Jugendkartslalom wird in drei separaten Läufen auf einem Parcours durchgeführt, von denen der erste ein Trainingslauf ist und die beiden weiteren Läufe in die Wertung einfließen. Dabei werden sowohl die Zeit als auch die erzielten Fehler gewertet. Die in Sekunden umgerechneten Fehler werden dabei auf die erreichte Fahrzeit addiert und der Fahrer mit der geringsten Gesamtzeit gewinnt. Dabei gibt es für einen Pylonenfehler 2 Strafsekunden, für das Auslassen oder falsche Befahren einer Aufgabe 10 Strafsekunden. Es können jedoch nie mehr als 99 Strafsekunden pro Wertungslauf berechnet werden. In Ausnahmefällen kann es auch zu einer Disqualifikation kommen. Neben den Einzelwertungen in den Klassen kann auch eine Mannschaftswertung durchgeführt werden, bei denen Mannschaften aus vier bis fünf Fahrern antreten und die erreichten Punkte der besten drei Fahrer einer Mannschaft addiert werden.

### Aufgaben
Der Parcours beim Jugendkartslalom besteht aus Aufgaben in Form von Pylonen, die in möglichst kurzer Zeit fehlerfrei durchfahren werden müssen. Diese Aufgaben müssen in einem Abstand von 4 Meter bis maximal 10 Meter aufgestellt sein. Es ist jedem Veranstalter trotzdem selbst überlassen wie er seinen Parcours aufbaut. Laut Reglement muss der Parcours so gestellt sein, dass höhere Geschwindigkeiten nicht erreicht werden können. Die Gesamtlänge sollte ca. 300–500 m betragen.
Die wichtigsten Aufgaben sind:
- Das Tor: Zwei stehende Pylonen nebeneinander im Abstand von 1,65 m¹ müssen durchfahren werden.
- Gasse: Hindernis bestehend aus 3 bis 5 Pylonen pro Seite
- Schweizer Slalom: Eine Reihe von einzelnen stehenden Pylonen, die im Abstand von vier bis zehn Metern in einer Reihe stehen.
- Kreisel: der Kreis hat einen Innenradius von 10 Metern und muss mindestens einmal komplett durchfahren werden. Dabei hat die Einfahrt eine Breite von 3 m, die Ausfahrt und der Kreis besitzen die normale Torbreite von 1,65 m¹.

„Die neuen Aufgaben“ (hinzugefügt und fester Bestandteil des Reglements des ADAC und DMSB seit 2005):
- Ypsilon: Die Fahrtspur wird geteilt oder zusammengeführt.
- S-Gasse: Es besteht aus drei Gassen mit jeweils 5 Pylonen pro Seite, wie der Buchstabe „S“.
- Z-Gasse: Jeweils drei parallel angeordnete Gassen, die in einem Abstand von zwei bis vier Metern auseinanderstehen. Um von einer in die andere Gasse zu gelangen, muss man das Kart um 180° drehen.
- Kasten: Die Pylonen werden wie ein Viereck angeordnet mit jeweils zwei Öffnungen mit der normalen Torbreite. Als optionale Variante wurde 2017 der Doppelkasten/die Schikane hinzugefügt, bei dem zwei Kästen aneinandergebaut werden und durchfahren werden müssen
- Schneckenhaus: Ist eine Kombination aus zwei Aufgaben: Einer Gasse und einem gedachten Kreis. Diese Aufgabe wird wie ein Schneckenhaus gefahren.
- Kreuz: Zwei Fahrspuren kreuzen sich.
- Brezel: Diese Aufgabe ist von der Fahrweise die komplizierteste. Ausschauen tut sie wie ein Pilz mit drei Öffnungen.
- Deutsches Eck: 90-Grad-Kurve, die jedoch innen wie die Brezel leicht entschärft ist.
- normales Eck: (eckig oder rund) 90-Grad-Kurve bestehend aus 6 Pylonen
- Wende: Eine Aufgabe, bei der drei Pylonen direkt nebeneinander stehen und an der man eine 180- bzw. 90-Grad-Wende durchführt. Fallen alle drei Pylonen dieser Aufgabe um, wird der Fehler trotzdem so gewertet, als wäre nur eine Pylone umgefallen. Der Veranstalter muss entweder vorschreiben oder freistellen, in welcher Richtung die Wende umfahren wird.
- Wechseltor: Diese Aufgabe besteht aus zwei Pylonentoren, die unmittelbar nacheinander gefahren werden. Die Pylonen des Wechseltors stehen in einer geraden Linie. Der Abstand zwischen den Toren beträgt mindestens 1,5 m und maximal 4 m.
- „Das Z“: Eine Aufgabe, die aus drei Gassen und einer Wende besteht. Die Gassen sind hierbei in der Form des Buchstabens „Z“ angeordnet. Zwischen den Gassen befindet sich eine Wende, die einmal um 235° umfahren wird.

¹ Spurbreite Kart (i. d. R. 1,25 m) + 40 cm = Fahrspurbreite (i. d. R. 1,65 m)

## Technik
Jugendkartslalom wird mit Viertakt-Karts mit 160 cm³ Hubraum und 5,5 PS bzw. 200 cm³ und 6,5 PS durchgeführt, die vom durchführenden Veranstalter oder der ADAC-Region gestellt werden. Dabei sind diese mit einem Übersetzungsverhältnis von 1:2,5 ausgestattet. Die Spurbreite an der Hinterachse beträgt 1,25 m, bei Regenbereifung 1,15 bis 1,25 m. Die Teilnehmer müssen mit den ganzen Körper bedeckender Kleidung (oftmals wird ein spezieller Kartoverall verwendet), Handschuhen, Vollvisierhelm und festen Schuhen antreten.
Beim Kart-Slalom 2000 und Kart-Turnier treten die Teilnehmer mit eigenen Karts an. Je nach Alter des Fahrers sind hier verschiedene Motoren zugelassen, die hintere Spurbreite ist auf mindestens 1,25 m festgelegt, Übersetzung ist freigestellt, kein Differential, nur direkte Lenkung und keine gefederte Radaufhängung erlaubt. Es gibt eine Liste von zugelassenen Reifen unterschiedlicher Hersteller. Die Mischung muss mittelweich oder härter sein. Es wird also mit weit verbreiteten handelsüblichen Karts gefahren und Eigenbauten sind hier verboten. Diese Angaben beziehen sich auf den ADAC Hessen-Thüringen und die von ihm ausgeschriebene Kart-Meisterschaft – andere Gaue haben möglicherweise andere Bestimmungen.
Für erwachsene Fahrer gibt es in verschiedenen ADAC-Regionen eine Kart-Slalom-Meisterschaft mit 270- und 390-cm³-Viertakt-Motoren und 9 bzw. 13 PS, die Abstände zwischen den einzelnen Aufgaben betragen zwischen 10 und 20 Meter. Die Strafzeit pro gefallene Pylone beträgt hier 3 Sekunden.